# Paulus Emeritanus Diaconus
Paulus Emeritanus Diaconus -Pablo, el diácono de Mérida- (fl. siglo VII), teólogo, biógrafo e historiador español. 

## Biografía
Casi nada se conoce sobre él. Es autor de unas importantes Vitae Sanctorum Patrum Emeritensium o Liber de Vita Patrum Emeritensium de las que José Carlos Martín Iglesias documenta dos redacciones distintas. La obra narra la vida de cinco obispos de Mérida entre la segunda mitad del siglo sexto y la primera del séptimo: Pablo, Fidel el Griego, el visigodo Masona, Inocencio y Renovatio, dedicando un espacio especial a Masona, (577 - hacia 606) obispo arriano de Mérida que se convirtió al Catolicismo y por este motivo fue destituido por Leovigildo y sustituido por el arriano Sunna, aunque los emeritenses ya habían aceptado a otro. La fecha de composición de la obra se debate, pero en general se cree escrita en siglo séptimo, aunque estudiosos como Francis Clark piensan que podría ser de fecha tan tardía como el noveno en la mayor parte del texto, no en el prólogo y los tres primeros capítulos, que se habrían añadido mucho más tarde. En realidad hubo dos redacciones de la obra. La primera impresión data de 1633 (Madrid); sólo han subsistido seis entre una docena de manuscritos y algunos fragmentos.

## Obras
- Ad Exterum Res Hispanas Amantem
- Exemplaria Pauli Collecta
- De Vita Patrum Emeritensium